# Manju-ji
Manju-ji (jap. 万寿寺) – klasztor szkoły zen rinzai w Kioto w Japonii.

## Historia klasztoru
Klasztor powstał w drugiej połowie XIII wieku w rejonie Higashiyamy w Kioto.
Na początku XIV wieku opatem klasztoru był Kōhō Kennichi (1241–1316) i w 1303 roku spotkał się tu ze swoim uczniem Musō Sosekim (1275–1351). W tym samym okresie do tego klasztoru przybył Shūhō Myōchō, który pod kierunkiem Kōhō rozpoczął swoją monastyczną karierę.
W 1305 roku na zaproszenie cesarza Kameyamy przybył do Kioto Nampo Jōmyō (1235–1308) i został opatem Manju-ji. Z tego okresu pochodzi jego zbiór tekstów Manju-ji goroku. Tutaj jego uczniem był Shūhō Myōchō (1282–1338).
Klasztor ten był z reguły liczony jako jissetsu (dziesięć świątyń), ale np. w ostatnim zestawieniu dokonanym w 1386 roku za panowania sioguna Yoshimitsu Ashikagi (1358–1408) znalazł się wśród pięciu klasztorów gozan w Kioto na piątym miejscu, jednak nigdy nie był tak ważny jak inne klasztory z tej listy.
W klasztorze znajduje się wielki posąg buddy Amidy oraz kolekcja sztuki związanej z buddyzmem ezoterycznym.
Obecnie ten mały klasztor jest filią Tōfuku-ji.

## Adres klasztoru
- Kyōto-fu, Kyōto-shi, Higashiyama-ku, Honmachi 15-chōme, 786 萬寿寺